# Ulota angusti-limbata
Ulota angusti-limbata är en bladmossart som beskrevs av Edwin Bunting Bartram 1945. Ulota angusti-limbata ingår i släktet ulotor, och familjen Orthotrichaceae. Inga underarter finns listade i Catalogue of Life.